# Метод хорд
Метод хорд — итерационный численный метод приближённого нахождения корня уравнения.

## Геометрическое описание метода секущих
Будем искать нуль функции {\displaystyle f(x)}. Выберем две начальные точки {\displaystyle C_{1}(x_{1};y_{1})} и {\displaystyle C_{2}(x_{2};y_{2})} и проведем через них прямую. Она пересечет ось абсцисс в точке {\displaystyle (x_{3};0)}. Теперь найдем значение функции с абсциссой {\displaystyle x_{3}}. Временно будем считать {\displaystyle x_{3}} корнем на отрезке {\displaystyle [x_{1};x_{2}]}. Пусть точка {\displaystyle C_{3}} имеет абсциссу {\displaystyle x_{3}} и лежит на графике. Теперь вместо точек {\displaystyle C_{1}} и {\displaystyle C_{2}} мы возьмём точку {\displaystyle C_{3}} и точку {\displaystyle C_{2}}. Теперь с этими двумя точками проделаем ту же операцию и так далее, то есть будем получать две точки {\displaystyle C_{n+1}} и {\displaystyle C_{n}} и повторять операцию с ними. Отрезок, соединяющий последние две точки, пересекает ось абсцисс в точке, значение абсциссы которой можно приближённо считать корнем. Эти действия нужно повторять до тех пор, пока не получим значение корня с нужным приближением.

## Алгебраическое описание метода секущих
Пусть {\displaystyle x_{1},x_{2}} — абсциссы концов хорды, {\displaystyle f(x)=0} — уравнение функции, решаемое методом секущих. Найдём коэффициенты {\displaystyle k} и {\displaystyle b} из системы уравнений
{\displaystyle \left\{{\begin{aligned}f(x_{1})&=kx_{1}+b,\\f(x_{2})&=kx_{2}+b.\\\end{aligned}}\right.}
Вычтем из первого уравнения второе:
{\displaystyle f(x_{1})-f(x_{2})=k(x_{1}-x_{2}),}
затем найдём коэффициенты {\displaystyle k} и {\displaystyle b}:
{\displaystyle k={\frac {f(x_{2})-f(x_{1})}{x_{2}-x_{1}}},}
тогда
{\displaystyle b=f(x_{1})-{\frac {(f(x_{2})-f(x_{1}))x_{1}}{x_{2}-x_{1}}}.}
Уравнение принимает вид
{\displaystyle y={\frac {f(x_{2})-f(x_{1})}{x_{2}-x_{1}}}(x-x_{1})+f(x_{1}).}
Таким образом, теперь можем найти первое приближение к корню, полученное методом секущих:
{\displaystyle x_{3}=x_{1}-{\frac {(x_{2}-x_{1})f(x_{1})}{f(x_{2})-f(x_{1})}}.}
Теперь возьмём координаты {\displaystyle x_{2}} и {\displaystyle x_{3}} и повторим все проделанные операции, найдя новое приближение к корню. Таким образом, итерационная формула метода секущих имеет вид:
{\displaystyle x_{i+1}=x_{i-1}-{\dfrac {f(x_{i-1})\cdot (x_{i}-x_{i-1})}{f(x_{i})-f(x_{i-1})}}.}
Повторять операцию следует до тех пор, пока {\displaystyle |x_{i}-x_{i-1}|} не станет меньше или равно заданному значению погрешности.

## Метод хорд с итерационной формулой
Иногда методом секущих называют метод с итерационной формулой
{\displaystyle x_{i+1}=x_{0}-{\dfrac {f(x_{0})\cdot (x_{i}-x_{0})}{f(x_{i})-f(x_{0})}}.}
Этот метод можно считать разновидностью метода простой итерации, и он имеет меньшую скорость сходимости. Далее для определённости этот метод будем называть методом хорд, а метод, описанный в предыдущем разделе, методом секущих.

## Пример использования метода секущих
Решим уравнение {\displaystyle x^{3}-18x-83=0} методом секущих. Зададимся точностью ε=0.001 и возьмём в качестве начальных приближений {\displaystyle x_{0}} и {\displaystyle x_{1}} концы отрезка, на котором отделён корень: {\displaystyle x_{0}=8} и {\displaystyle x_{1}=3}, числовые значения {\displaystyle x_{0}=8} и {\displaystyle x_{1}=3} выбраны произвольно. Вычисления ведутся до тех пор, пока не будет выполнено неравенство {\displaystyle |x_{i+1}-x_{i}|<\varepsilon }.
В нашем примере, в значение {\displaystyle x_{i-1}} подставляется {\displaystyle x_{0}=8}, а в значение {\displaystyle x_{i}} подставляется {\displaystyle x_{1}=3}. Значение {\displaystyle x_{i+1}} это будет числовое значение {\displaystyle x_{2}={\underline {}}4.3924051} полученное по этой формуле. В дальнейшем {\displaystyle x_{2}={\underline {}}4.3924051} подставляем в формулу в значение {\displaystyle x_{i}}, а {\displaystyle x_{1}=3} в значение {\displaystyle x_{i-1}}.
По этой формуле последовательно получаем (подчёркнуты верные значащие цифры):
```
  

  

    

      

        

          
x

          

            
2

          

        

        
=

        

          

            

            
_

          

        

        
4.3924051

      

    

    
{\displaystyle x_{2}={\underline {}}4.3924051}

  

; 
  

  

    

      

        

          
x

          

            
3

          

        

        
=

        

          

            
5

            
_

          

        

        
,

        
1622721

      

    

    
{\displaystyle x_{3}={\underline {5}},1622721}

  

;
  

  

    

      

        

          
x

          

            
4

          

        

        
=

        

          

            
5

            
_

          

        

        
.4988422

      

    

    
{\displaystyle x_{4}={\underline {5}}.4988422}

  

;
  

  

    

      

        

          
x

          

            
5

          

        

        
=

        

          

            

              
5

              
,

              
6

            

            
_

          

        

        
295040

      

    

    
{\displaystyle x_{5}={\underline {5,6}}295040}

  

; 
  

  

    

      

        

          
x

          

            
6

          

        

        
=

        

          

            
5.6

            
_

          

        

        
777792

      

    

    
{\displaystyle x_{6}={\underline {5.6}}777792}

  

;
  

  

    

      

        

          
x

          

            
7

          

        

        
=

        

          

            
5.6

            
_

          

        

        
952826

      

    

    
{\displaystyle x_{7}={\underline {5.6}}952826}

  

;
  

  

    

      

        

          
x

          

            
8

          

        

        
=

        

          

            
5.70

            
_

          

        

        
15852

      

    

    
{\displaystyle x_{8}={\underline {5.70}}15852}

  

;
  

  

    

      

        

          
x

          

            
9

          

        

        
=

        

          

            
5.70

            
_

          

        

        
38490

      

    

    
{\displaystyle x_{9}={\underline {5.70}}38490}

  

;
  

  

    

      

        

          
x

          

            
10

          

        

        
=

        

          

            
5.704

            
_

          

        

        
6613

      

    

    
{\displaystyle x_{10}={\underline {5.704}}6613}

  

; 
  

  

    

      

        

          
x

          

            
11

          

        

        
=

        

          

            
5.704

            
_

          

        

        
9528

      

    

    
{\displaystyle x_{11}={\underline {5.704}}9528}

  

;
```

Проверим, что метод работает и в том случае, если {\displaystyle x_{0}} и {\displaystyle x_{1}} выбраны по одну и ту же сторону от корня (то есть, если корень не отделён на отрезке между начальными приближениями). Возьмём для того же уравнения {\displaystyle x_{0}=8} и {\displaystyle x_{1}=7}. Тогда: (картинка уже не из метода секущих, а из метода дихотомии)
```
  

  

    

      

        

          
x

          

            
2

          

        

        
=

        

          

            

            
_

          

        

        
6.1125828

      

    

    
{\displaystyle x_{2}={\underline {}}6.1125828}

  

; 
  

  

    

      

        

          
x

          

            
3

          

        

        
=

        

          

            
5

            
_

          

        

        
.8452240

      

    

    
{\displaystyle x_{3}={\underline {5}}.8452240}

  

; 
  

  

    

      

        

          
x

          

            
4

          

        

        
=

        

          

            
5.7

            
_

          

        

        
546403

      

    

    
{\displaystyle x_{4}={\underline {5.7}}546403}

  

; 
  

  

    

      

        

          
x

          

            
5

          

        

        
=

        

          

            
5.7

            
_

          

        

        
227874

      

    

    
{\displaystyle x_{5}={\underline {5.7}}227874}

  

; 
  

  

    

      

        

          
x

          

            
6

          

        

        
=

        

          

            
5.7

            
_

          

        

        
114425

      

    

    
{\displaystyle x_{6}={\underline {5.7}}114425}

  

;
  

  

    

      

        

          
x

          

            
7

          

        

        
=

        

          

            
5.70

            
_

          

        

        
73836

      

    

    
{\displaystyle x_{7}={\underline {5.70}}73836}

  

;
  

  

    

      

        

          
x

          

            
8

          

        

        
=

        

          

            
5.705

            
_

          

        

        
9290

      

    

    
{\displaystyle x_{8}={\underline {5.705}}9290}

  

; 
  

  

    

      

        

          
x

          

            
9

          

        

        
=

        

          

            
5.705

            
_

          

        

        
4075

      

    

    
{\displaystyle x_{9}={\underline {5.705}}4075}

  

;
```

Мы получили то же значение корня за то же число итераций.

## Сходимость метода секущих
Итерации метода секущих сходятся к корню {\displaystyle f(x)}, если начальные величины {\displaystyle x_{0}} и {\displaystyle x_{1}} достаточно близки к корню. Метод секущих является быстрым. Порядок сходимости α равен золотому сечению:
{\displaystyle \alpha ={\frac {1+{\sqrt {5}}}{2}}\approx 1{,}618...}
Таким образом, порядок сходимости больше линейного, но не квадратичен, как у родственного метода Ньютона.
Этот результат справедлив, если {\displaystyle f(x)} дважды дифференцируема и корень {\displaystyle \xi } не является кратным — {\displaystyle f'(\xi )\neq 0}.
Как и для большинства быстрых методов, для метода секущих трудно сформулировать условия сходимости. Если начальные точки достаточно близки к корню, то метод сходится, но нет общего определения «достаточной близости». Сходимость метода определяется тем, насколько функция «волниста» в {\displaystyle [x_{0},x_{1}]}. Например, если в интервале есть точка, в которой {\displaystyle f'(x)=0}, то процесс может не сходиться.

## Критерий и скорость сходимости метода хорд
Если {\displaystyle f(x)} — дважды непрерывно дифференцируемая функция, и знак {\displaystyle f''(x)} сохраняется на рассматриваемом промежутке, то полученные приближения будут сходиться к корню монотонно.
Если корень {\displaystyle \xi } уравнения {\displaystyle f(\xi )=0} находится на отрезке {\displaystyle [a,b]}, производные {\displaystyle f'(x)} и {\displaystyle f''(x)} на этом промежутке непрерывны и сохраняют постоянные знаки и {\displaystyle f''(b)f(b)>0}, то можно доказать, что погрешность приближенного решения стремится к нулю при {\displaystyle n\rightarrow \infty }, то есть метод сходится и сходится со скоростью геометрической прогрессии (при этом говорят, что он имеет линейную скорость сходимости).

## Историческая справка
Первым, кто смог найти приближённые решения кубических уравнений, был Диофант, тем самым заложив основу метода хорд. Сохранившиеся работы Диофанта сообщают об этом. Однако первым, кто понял его методы, был Ферма в XVII веке, а первым, кто дал объяснение методу хорд, был Ньютон (1670-е гг.).

## Реализация

### C++
```
#include
 
<iostream>

#include
 
<math.h>

double
 
f
(
double
 
x
)
 
{

    
return
 
sqrt
(
fabs
(
cos
(
x
)))
 
-
 
x
;
 
// Заменить функцией, корни которой мы ищем

}

// a, b - пределы хорды, epsilon — необходимая погрешность

double
 
findRoot
(
double
 
a
,
 
double
 
b
,
 
double
 
epsilon
)
 
{

    
while
(
fabs
(
b
 
-
 
a
)
 
>
 
epsilon
)
 
{

        
a
 
=
 
a
 
-
 
(
b
 
-
 
a
)
 
*
 
f
(
a
)
 
/
 
(
f
(
b
)
 
-
 
f
(
a
));

        
b
 
=
 
b
 
-
 
(
a
 
-
 
b
)
 
*
 
f
(
b
)
 
/
 
(
f
(
a
)
 
-
 
f
(
b
));

    
}

    
// a, b — (i - 1)-й и i-й члены

    
return
 
b
;

}

```

### Python
```
from
 
math
 
import
 
sin

from
 
typing
 
import
 
Callable

import
 
unittest

def
 
secant
(
f
:
 
Callable
[[
float
],
 
float
],
 
x0
:
 
float
,
 
eps
:
 
float
=
1e-7
,
 
kmax
:
 
int
=
1e3
)
 
->
 
float
:

	
"""

	solves f(x) = 0 by secant method with precision eps

	:param f: f

	:param x0: starting point

	:param eps: precision wanted

	:return: root of f(x) = 0

	"""

	
x
,
 
x_prev
,
 
i
 
=
 
x0
,
 
x0
 
+
 
2
 
*
 
eps
,
 
0

	
	
while
 
abs
(
x
 
-
 
x_prev
)
 
>=
 
eps
 
and
 
i
 
<
 
kmax
:

		
x
,
 
x_prev
,
 
i
 
=
 
x
 
-
 
f
(
x
)
 
/
 
(
f
(
x
)
 
-
 
f
(
x_prev
))
 
*
 
(
x
 
-
 
x_prev
),
 
x
,
 
i
 
+
 
1

	
return
 
x

class
 
TestSecant
(
unittest
.
TestCase
):

	
def
 
test_0
(
self
):

		
def
 
f
(
x
:
 
float
)
 
->
 
float
:

			
return
 
x
**
2
 
-
 
20
 
*
 
sin
(
x
)

		
x0
,
 
x_star
 
=
 
2
,
 
2.7529466338187049383

		
self
.
assertAlmostEqual
(
secant
(
f
,
 
x0
),
 
x_star
)

if
 
__name__
 
==
 
'__main__'
:

	
unittest
.
main
()

```

## Модификации
Метод ложного положения отличается от метода секущих только тем, что всякий раз берутся не последние 2 точки, а те точки, которые находятся вокруг корня.